# Kinderstern

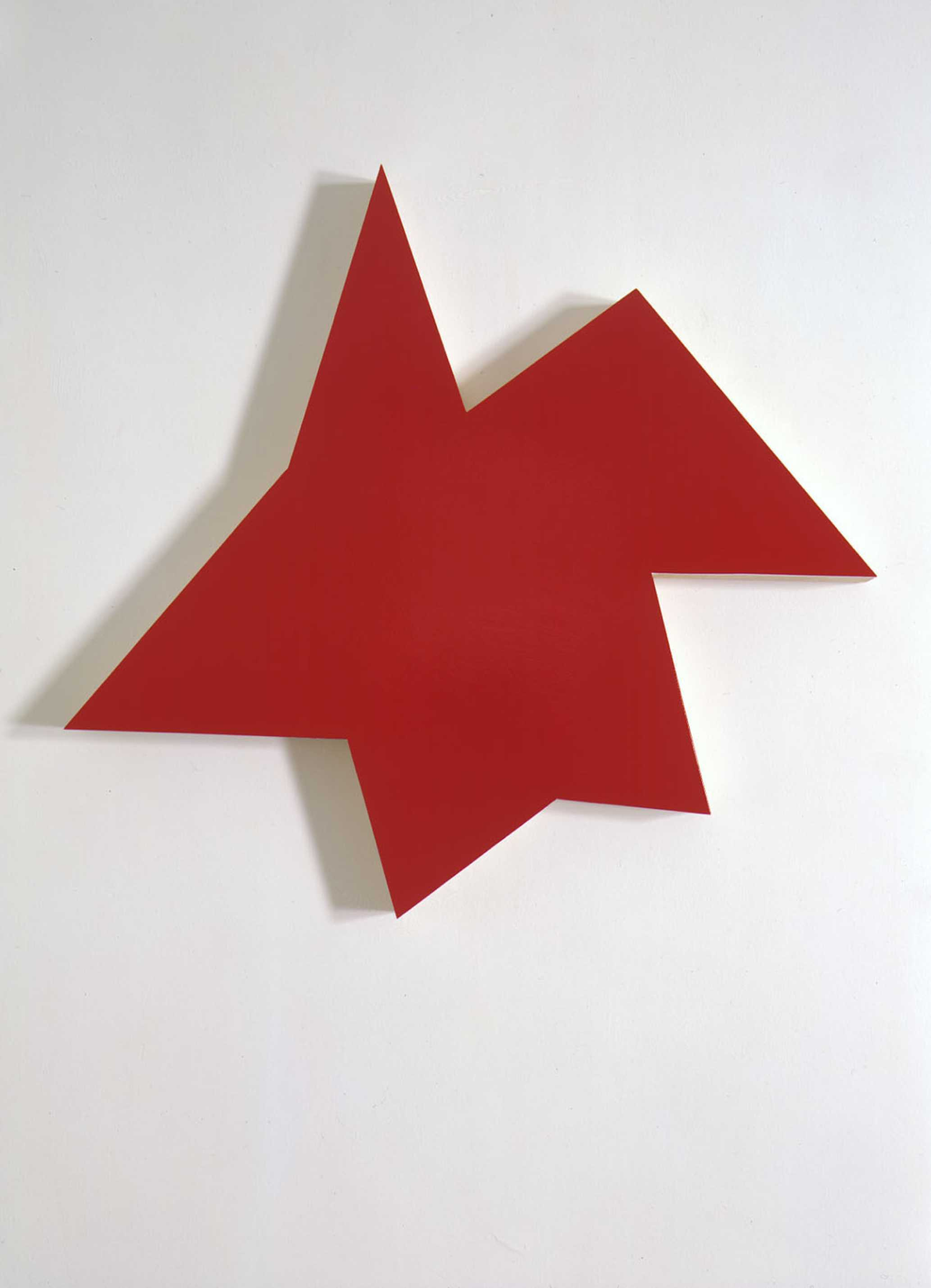
Kinderstern, Étoile pour les enfants

Le Kinderstern  (Étoile pour les enfants) est une œuvre d'art créée par Imi Knoebel dont l'intégralité des bénéfices va aux projets pour des enfants dans l'adversité. Le Kinderstern a pu collecter plus que deux millions Euros de dons. Il bénéficie du soutien des amis de l'art, de musiciens, de musées et d'organisateurs des foires de l'art,,,,.

## Énoncé de mission
L'étoile des enfants représente les droits des enfants.

## Idée

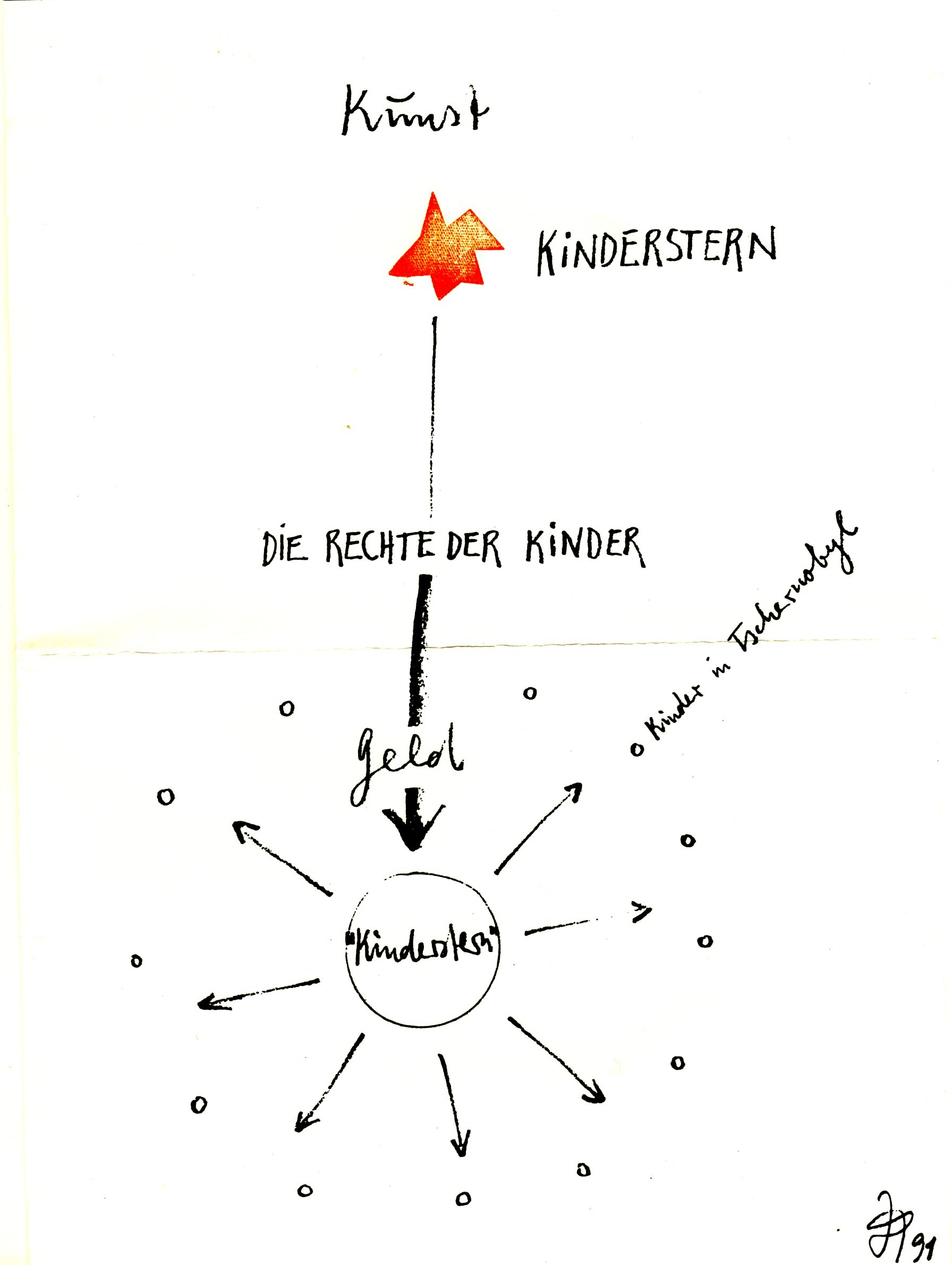
L'Art se transforme en Droits de l'Enfant

Le Kinderstern est une sculpture sociale à travers laquelle l'art s'érige en droit pour les enfants. Sous son égide, sont rassemblés les droits fondamentaux qui leur sont refusés et, en ce sens, le Kinderstern se veut leur œuvre d'art. C'est une pratique élargie de la notion d'art comme modificateur social, laquelle avait été formulée par Joseph Beuys en 1967. 
Le Kinderstern représente aussi la dignité de tous les enfants. Il désigne le droit à un chez-soi, à la nourriture, à l'affection bienveillante, du suivi médicale et à l'éducation. Les dons collectés pour le Kinderstern sont exclusivement dédiés aux droits des enfants et la notion d'argent se trouve approfondie, remotivée et s'inscrit dans la défense de ces droits. 

## Histoire

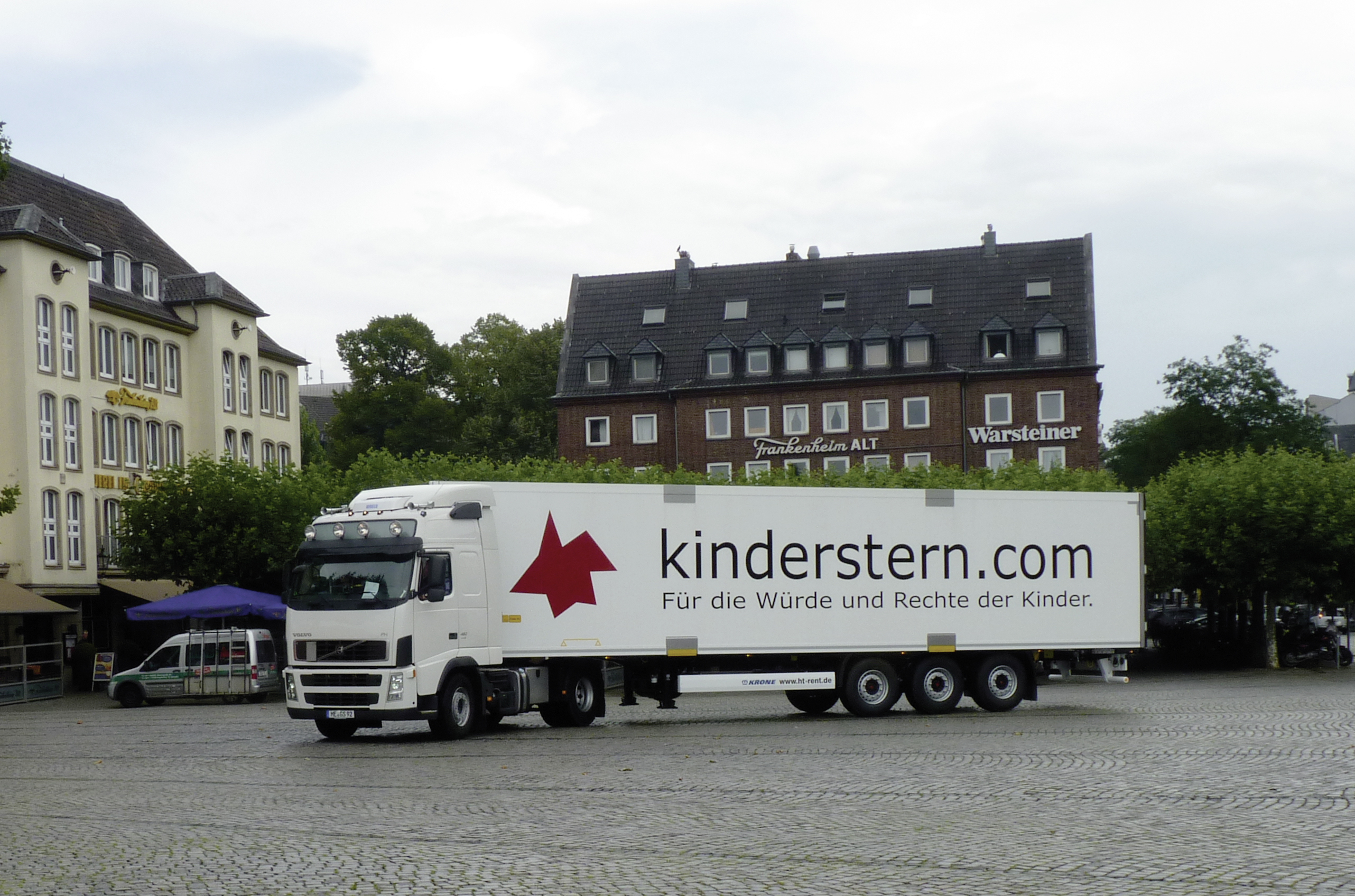
Campagne Kinderstern 2011

La première publication du Kinderstern est une sérigraphie datée de 1988. Cette œuvre fait partie d'une publication de 1989 éditée sous le titre  Kinderstern par Luitpold Domberger (éditions Domberger), dans laquelle ont été réunis des travaux de Sol LeWitt, Joerg Immendorf, Sigmar Polke, Max Bill, Heinz Mack et Keith Haring sous la tutelle de Lothar Spaeth. La recette a servi au financement d'appartements à proximité des cliniques pour aider les parents des enfants hospitalisés. 
Imi Knoebel a dépassé le projet initial du Kinderstern en le continuant et l'élargissant, y étant désormais étroitement lié. Le Kinderstern est devenu un programme, la promesse de monter au créneau pour défendre les enfants. Au nom et sous l'égide du Kinderstern une association sans but lucratif, dont le siège se trouve à Düsseldorf, a vu le jour. Elle s'est donné pour mission de trouver des projets communs à réaliser au profit d'enfants dans l'adversité. Imi Knoebel, qui n'est pas membre de cette association (car initiateur du projet), s'est obligé à produire en continu des Kinderstern pour la cause de l'association. Presque tous les ans de nouvelles Kinderstern, des badges inédits aux coloris limités, sont édités, et récompensent les donateurs qui soutiennent le projet.

## Expositions
- 1991: Art Cologne
- 1993: Art Frankfurt
- 2010: Art Cologne
- 2010: art forum berlin
- 2011: Pure Freude Düsseldorf
- 2012: Herberholz Frankfurt

## Subventions

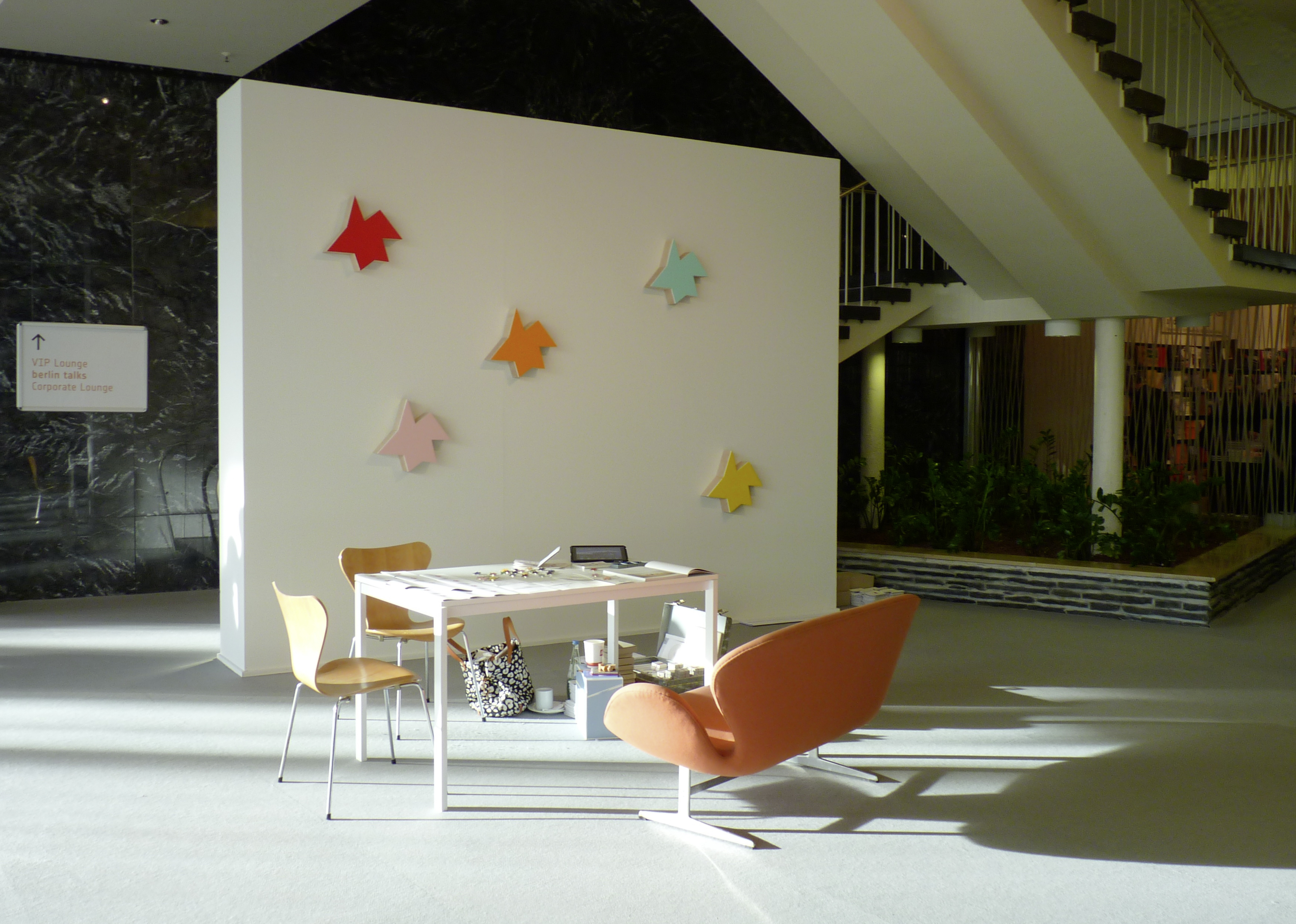
2010 Art Forum Berlin

- 1989 : Grace-P.-Kelly, Stiftung zugunsten Krebskranker Kinder[8]
- 1990 : Fanconi-Anämie, Projet de recherche à l'Hôpital des enfants Université Heinrich-Heine Düsseldorf
- 1991 : Human-Environnement, aide aux victimes de Tchernobyl[9]
- 1992 : Instituicao Filantropica von Sergius Erdelyi, Brésil.
- 1994 : Fondation Phönikks
- 1995 : Enfant Planet Heidelberg
- 1997:  Frères des pauvres de Saint-François Düsseldorf, pour enfants sans-abri.
- 2000 : World in Union e.V.
- 2000 : Département d'hématologie et d'oncologie Université Heinrich Heine de Düsseldorf
- 2001 : Village de la Paix, Oberhausen, Aide pour les enfants de guerre région
- 2001–2006 : The children’s Rights Foundation – SIDA/HIV à Nong Muang, Thailand.
- Kinderdorf Mensa Kinderstern Baan Gerda in Nong Muang, Thailand
- 2002 : Clinique de protection de l'enfant à l'hôpital luthérien, Düsseldorf.
- 2004 : Arco Iris, Fondation pour les enfants des rues de La Paz / Bolivie.
- ab 2004 : Economics Foundation aide affamés/WHH, „From the hearts to the hearts“,
- 2005 : Early Excellence
- 2006 : Senegal Projekt/haan und L.U.C.Y. Hilfswerk/Breisach
- ab 2008: Camp de réfugiés Düsseldorf
- ab 2008: Son Ky, Planification d'un orphelinat, Vietnam
- 2010 :  Achat d'un bien utilisé à Ho Chi Minh-Ville à développer comme orphelinat
- 2011 : Inauguration de l'orphelinat de Son  Ky
- 2011 : Ullaaitivu, Services aux enfants et à la jeunesse au Sri Lanka
- 2013: Prise en charge de Waaga e.V., une aide directe médicale pour les enfants malades de l'Afghanistan
- 2014: Caritas Mettmann, la promotion d'un projet pour les enfants réfugiés
- 2015: soutien « reines et des héros » du projet de district intergénérationnel Oberbilk
- 2015: « Schlaufox » Hambourg, le soutien scolaire et la promotion des enfants issus de l'immigration
- 2016: « Apprendre à vivre » trois projets pour les enfants réfugiés, « Schlaufox » Hambourg, « reines et des héros » Düsseldorf, Ky Son Orphelinat Saigon
- 2017 : Projets pour les enfants dans les foyers pour demandeurs d'asile, orphelinat Son Ky Saigon, "Königinnen+Helden" Düsseldorf, "Schlaufox" HH
- 2018 : World in Union, projets anthroposophiques pour les enfants. Bunte Schule Dortmund, formation Waldorf dans le hotspot social de Dortmund. IJS, projets pour les enfants réfugiés. L'orphelinat de Son Ky.
- 2019 : Carolinenhof Essen, équitation thérapeutique pour les enfants ayant des besoins spéciaux. Bunte Schule Dortmund. IJS e.V. projet pour les particulièrement vulnérables, enfants réfugiés. Soutien scolaire à l'école primaire de Düsseldorf.
- 2020 : Upsala, le cirque des enfants des rues de Saint-Pétersbourg, "Housing First" Achat d'un appartement pour les mères sans-abri.

## Galerie

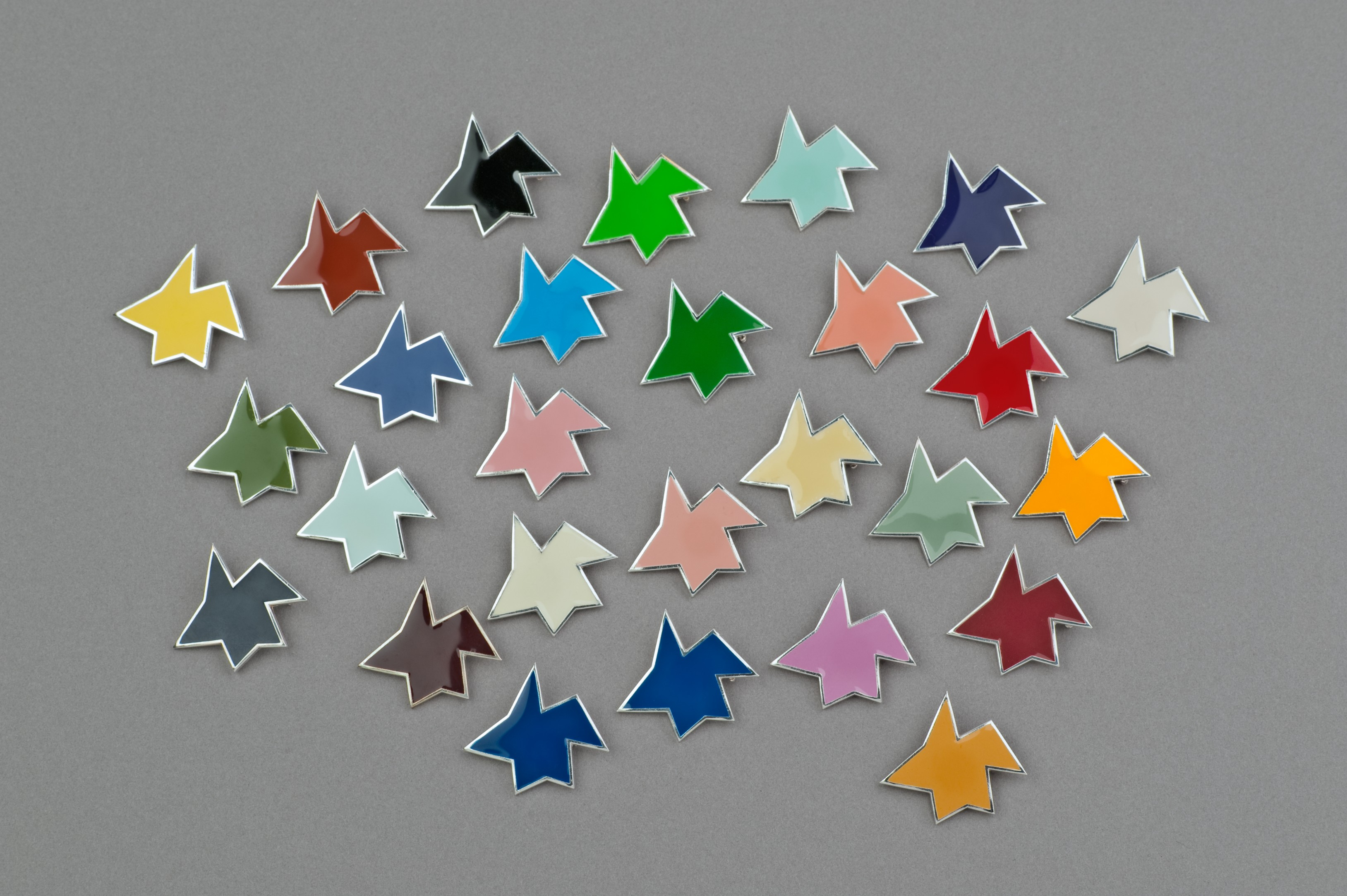
Étoile pour les enfants 1988–2009
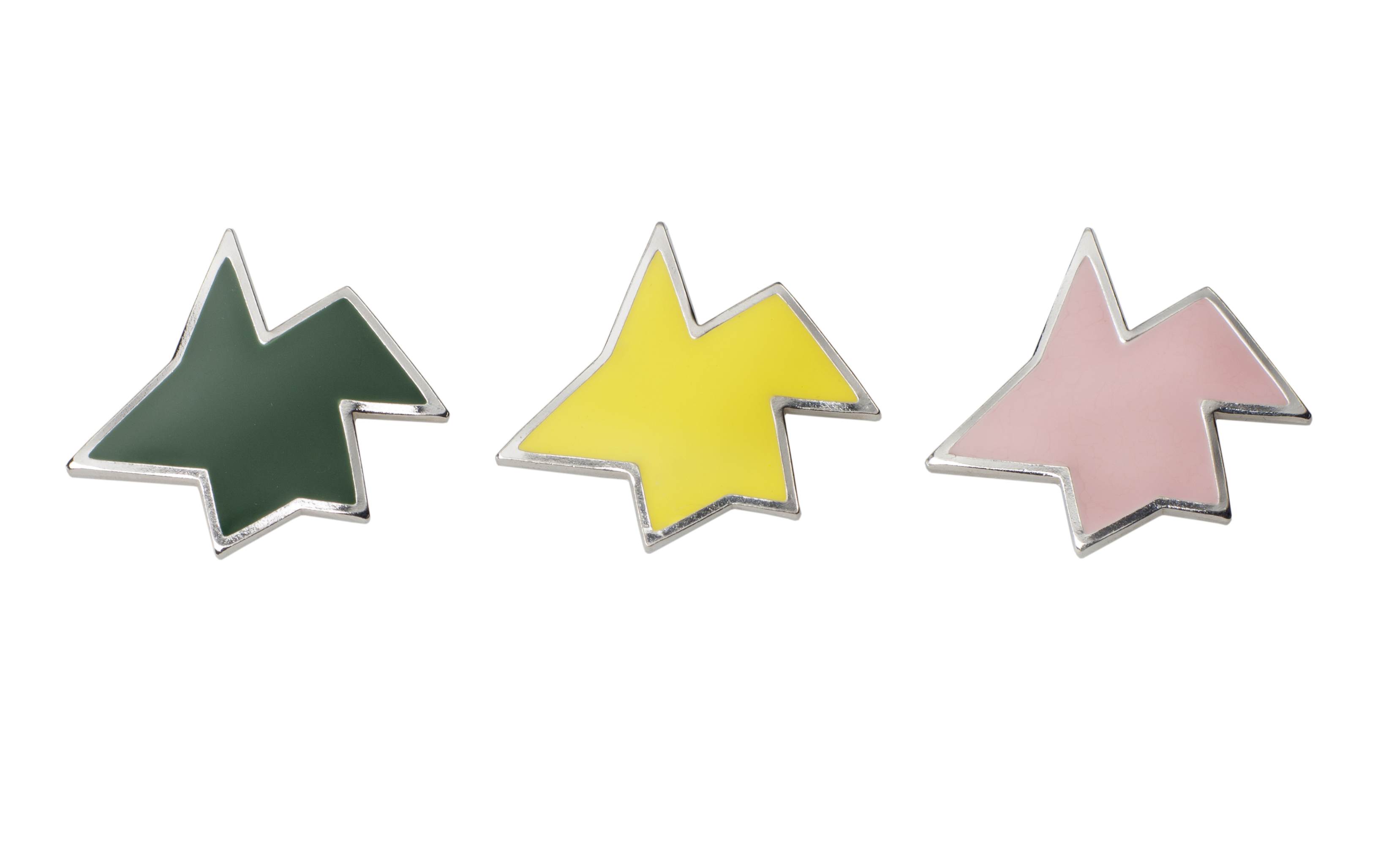
Étoile pour les enfants 2011